# Selección de fútbol de Nieves
La Selección de fútbol de Nieves es el equipo representativo de esta isla en las competiciones oficiales. No pertenece a la FIFA, ni a la Concacaf se afilió con Saint-Kiits para afiliarse a la CONCACAF y a la FIFA y hacer una nueva selección llamada Saint-Kitts y Nevis o en español San Cristóbal y Nieves.
- Datos: Q1478246